# Vrbovsko
Vrbovsko (Italiaans: Verbosco; Servisch: Врбовско) is een stad en gemeente in de Kroatische provincie Primorje-Gorski Kotar. Vrbovsko telt 6047 inwoners.

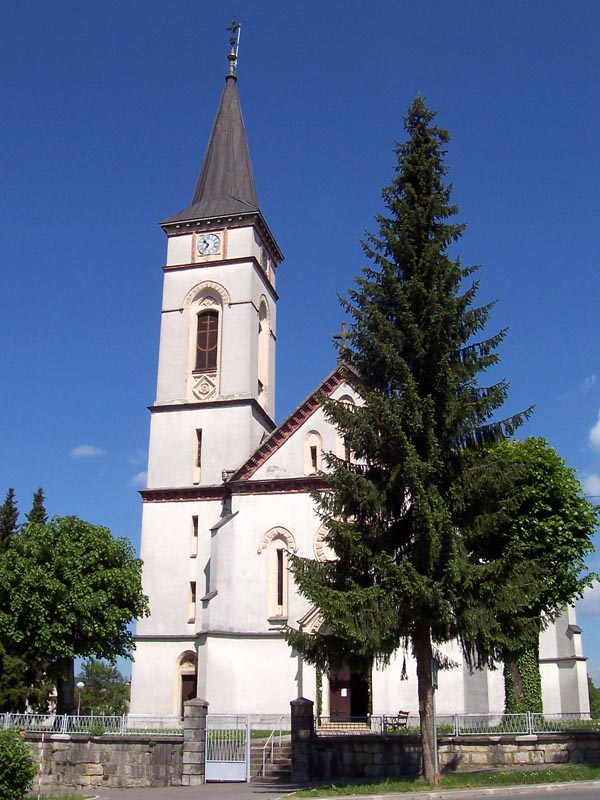
Kerk in Vrbovsko

## Geboren
- Artur Dubravčić (1894–1969), Kroatisch voetballer

Steden (gradovi): Rijeka · Bakar · Cres · Crikvenica · Čabar · Delnice · Kastav · Kraljevica · Krk · Mali Lošinj · Novi Vinodolski · Opatija · Rab · Vrbovsko

Gemeenten (općine): Baška · Brod Moravice · Čavle · Dobrinj · Fužine · Jelenje · Klana · Kostrena · Lokve · Lopar · Lovran · Malinska-Dubašnica · Matulji · Mošćenička Draga · Mrkopalj · Omišalj · Punat · Ravna Gora · Skrad · Vinodolska · Viškovo · Vrbnik